# Hygiella nigripes
Hygiella nigripes là một loài ruồi thuộc họ Tachinidae.

## Phân bố
Ấn Độ, Việt Nam.